# 生物系統工程學
生物系统工程學（Biological systems engineering），是生物工程學的一個分支。
生物系统工程學可简述为生物系统论、仿生工程与基因工程的整合，涉及医疗诊断、药物筛选、遗传育种与生物制药等产业，包括了转基因生物反应器、分子与细胞生物计算机等技术开发。系統生物工程是系統生物學的工程應用，包括合成生物學。歐美科技權威機構稱基因工程、轉基因動物與分子生物技術時代已經轉向系統生物工程、系統與合成生物學時代。
生物系统工程起初為生態系统工程、生物加工等，20世纪90年代未重新定義为生態、器官、细胞和分子层次生物系统的系统生物工程，而成為系统生物学的工程應用學科。
2003年美国贝克莱大学J.Keasling成立了世界上第一家合成生物学系 - 系统生物学基础的遗传工程，采用酵母细胞表达天然植物药箐篙素分子，实现工程微生物代谢工程制药。采用高通量生物技术、计算机辅助设计技术、纳米生物技术，人工合成全基因乃至基因组，把细胞作为计算机来重新进行人工设计，将带来细胞制药厂和细胞生物分子计算机的产业化。系统生物工程是系统生物学的工程应用，包括合成生物学。